# Irene Butter
Irene Butter (geboren Hasenberg, Berlijn, 1930) is een Duits-Amerikaans emeritus hoogleraar in Economische Wetenschappen aan de Universiteit van Michigan.
Als Joods kind overleefde ze in haar jeugd een dramatische Holocaust-tocht van Amsterdam via Westerbork naar Bergen-Belsen. Dankzij een door haar vader geregisseerde gevangenenruil kon ze het concentratiekamp achter zich laten voor het vervolg van haar reis, die haar via Zwitserland, Frankrijk en Algerije eind 1945 in de Verenigde Staten bracht.

## Afkomst en oorlogsverleden
Butter overleefde een verblijf in het het concentratiekamp Bergen-Belsen, waarnaar zij in februari 1944 vanuit Amsterdam via Westerbork was afgevoerd. In het kamp ontmoette zij bekenden uit de Joodse buurt in Amsterdam, te weten de vriendinnen Hanneli Goslar en Anne Frank.
In januari 1945 ontkwamen Irene, haar broer Werner en haar moeder Gertrude aan het ergste, dankzij een paspoortenruil die haar vader met een Zweedse zakenconnectie had weten te regelen. Zo belandden de gezinsleden uiteindelijk via Zwitserland, Frankrijk en Algerije in de Verenigde Staten. 
Pijnlijk genoeg met uitzondering van haar vader, de bankier John Hasenberg, wiens dode lichaam na mishandeling en de erbarmelijke omstandigheden in het kamp door de Duitsers was achtergelaten op het station van Biberach (Baden).
In een Algerijns vluchtelingenkamp van de UNRRA hervond Irene haar gezinsleden en herstelde zij aldaar van haar geestelijke en lichamelijke ontberingen. Daar in Noord-Afrika sloot ze nieuw vriendschappen en werd ze verliefd op ene Lex.
Evenals andere evacués zette zij koers naar de Verenigde Staten. Aan de vooravond van Kerstmis 1945 arriveerde zij per Liberty (scheepstype) in de haven van Baltimore. Een half jaar later werd ze herenigd met haar moeder Gertrude en broer Werner, die de overtocht naar de Verenigde Staten per vliegtuig maakten.

## Opleiding en carrière
Immigrante Irene gaf op voortvarende wijze prioriteit aan haar scholing in haar nieuwe vaderland. Zij doorliep allereerst de Queens College high school in New York. Vervolgens behaalde ze een Ph.D. in economische wetenschappen aan de Duke University in Durham University (North Carolina).
Na het afronden werd Irene, evenals haar man Charlie Butter, hoogleraar economische wetenschappen aan de University of Michigan.

## Vredesactiviteiten tijdens emeritaat
Sinds haar aankomst in de V.S. had Irene gemeend er verstandig aan te doen om te zwijgen over haar oorlogservaringen in Europa. Daarin kwam verandering toen haar dochter Pamela als high school leerling vertelde dat zij een project ging doen over de Holocaust. Het leidde ertoe dat ze haar verhaal deed niet alleen aan Pamela, maar aan hele klas.
Enkele jaren daarna werd zij gevraagd mee te doen aan een paneldiscussie over Anne Frank. Omdat deze (wereldberoemde) lotgenote het niet had overleefd en zij wel, voelde Irene zich bij nader inzien verplicht haar verhaal toch te vertellen. Ze ging in meer scholen optreden en voor grotere gezelschappen spreken.
Ze was ze mede-initiator van de Wallenberg-lezingen  van de Universiteit van Michigan. Behalve dit vredeswerk doet zij nog mee aan Zeituna. een Arabisch-Joodse dialoog-groep van vrouwen. In aanloop naar 4 mei 2022 zei ze parallellen te zien met betrekking tot de Oorlog in Oekraïne.

## Publicaties
- Irene Butter & John D. Bedwell - Co-auteur: Kris Holloway, Shores beyond Shores, From Holocaust to Hope, My True Story, Uitgave Can of Worms, Londen/NY, nov. 2019, EAN 9781916190801.
- NL-vertaling * Maaike Post & Arjen Mulder Reni's Reis, Gelukkig in Berlijn, gevlucht naar Amsterdam, gevangen in Bergen-Belsen, geland in New York, Uitgave: Balans, sept. 2020, EAN 9789463820998.
- Never a Bystander (2014) korte documentairefilm van de Amerikaanse filmmaker Evelyn Neuhaus.[5][6].

## Privé
Tijdens haar studie aan de Duke University werd zij verliefd op medestudent Charlie Butter. Zij trouwden en kregen twee kinderen.